# 皇胤
皇胤（こういん）とは、天皇の血筋、またはそれを引く人。広く天皇の男系子孫を指す言葉である。

## 概要
近代以前には数ある類義語の中ではもっとも普通に使用された。「胤」が「たね」と訓ずることからもわかるように、事実上男系の子孫にのみ用いられた。父系社会においては血筋とは当然男系のそれが観念されたからである。
林羅山が「徳川家康が（清和源氏であると言う意味で）皇胤に当たる」と唱えたように、世代の遠近は問わない。いわゆる日本皇室の万世一系とは、簡単に言えば皇位は実系の皇胤に当たる人に継承されなければならないと言うことである。 